# Moscow Patriots
Die Moscow Patriots sind ein russisches American-Football-Team aus Moskau, gegründet wurde das Team 2001.

## Geschichte
Gegründet wurde das Team mit Hilfe von Moscow Federation of American Football und Children’s League of American Football auf Basis des Sportvereins Patriot. Bereits ein Jahr nach der Gründung konnte man die russische Meisterschaft gewinnen. Seit 2002 spielt das Team in der European Football League. 2004 verloren die Patriots im Halbfinale der EFL gegen den späteren Eurobowl-Gewinner Chrysler Vikings Vienna.